# Spreidingswet
De Wet gemeentelijke taak mogelijk maken asielopvangvoorzieningen, informeel bekend als de spreidingswet, is een Nederlandse wet, die de spreiding van asielzoekers over Nederlandse gemeenten regelt.

## Wetsgeschiedenis

### Asieldeal
Naar aanleiding van de asielcrisis sloten de coalitiepartijen van het kabinet-Rutte IV in 2022 een deal over asiel. Daarin werden op aandringen van de Volkspartij voor Vrijheid en Democratie (VVD) en Christen-Democratisch Appèl (CDA) maatregelen aangekondigd om het aantal asielzoekers te beperken. Anderzijds werd afgesproken dat er een wet zou komen om de verdeling van asielzoekers beter te regelen.
De indiening was voorzien voor 1 oktober 2022, maar tijdens de uitwerking van de wet rezen er bezwaren bij de Tweede Kamerfractie van de VVD. Zij hadden bezwaar tegen het dwangmatige element dat in de wet besloten ligt. Ze wilden ook dat er meer gedaan zou worden aan de instroom van asielzoekers, omdat de maatregelen uit de asieldeal nog onvoldoende effectief werkten. VVD-premier Mark Rutte haalde de fractie begin november 2022 over om toch in te stemmen met de wet.
Gemeenten en veiligheidsregio's uitten na presentatie van het wetsvoorstel hun zorgen over de uitvoerbaarheid. De Afdeling advisering van de Raad van State herhaalde deze zorgen ook en gaf het advies onderdelen te heroverwegen. Het kabinet besloot de wet echter in maart 2023 onaangepast in te dienen bij de Tweede Kamer, vanwege het feit dat het een precair compromis was tussen de coalitiepartijen.

### Kamerbehandeling
Tijdens de behandeling in de Tweede Kamer rezen er wederom bezwaren vanuit de VVD. Dit had betrekking op de Algemene Maatregel van Bestuur die de wet verder invult, maar waarover nog geen overeenstemming was. Dit vertraagde de behandeling van de wet.
De spreidingswet was mede aanleiding voor de kabinetscrisis over asiel, waarna het kabinet-Rutte IV viel. Na de val van het kabinet nam de VVD-fractie afstand van de wet. De wet werd echter niet controversieel verklaard. Ook zonder de VVD was er uiteindelijk een meerderheid van Democraten 66, Christen-Democratisch Appèl en Partij van de Arbeid, Socialistische Partij, GroenLinks, Partij voor de Dieren, ChristenUnie, DENK, Volt, Liane den Haan, Nilüfer Gündoğan die op 10 oktober 2023 instemde met de wet.
In de Eerste Kamer werd de wet op 16 januari 2024 met meerderheid van stemmen aangenomen.

## Mogelijke intrekking
Het voornemen in het hoofdlijnenakkoord opgesteld door de Partij voor de Vrijheid (PVV), VVD, Nieuw Sociaal Contract (NSC), BoerBurgerBeweging (BBB) tijdens de kabinetsformatie van 2023-'24 is om de wet in te trekken.